# 2006 na Coreia do Sul
Esta é uma cronologia dos principais fatos ocorridos no ano de 2006 na Coreia do Sul.

## Incumbentes
- Presidente – Roh Moo-hyun (2003–2008)
- Primeiro-ministro
  - Lee Hae-chan (2004 – 15 de março de 2006)
  - Han Duck-soo, interino (16 de março de 2006 – 19 de abril de 2006)
  - Han Myeong-sook (20 de abril de 2006 – 2007)

## Eventos
- 13 de outubro – O diplomata sul-coreano Ban Ki-moon é eleito como novo Secretário-Geral das Nações Unidas.

## Esportes
- 10 a 26 de fevereiro – Participação da Coreia do Sul nos Jogos Olímpicos de Inverno de 2006, em Turim, na Itália
- 11 a 19 de março – A cidade de Jeonju sedia o Campeonato Mundial Júnior de Curling de 2006
- 2 a 11 de novembro – A cidade de Incheon sedia o Campeonato Mundial Júnior de Badminton de 2006

## Nascimentos
- 14 de agosto – Kal So-won, atriz

## Mortes
- 22 de maio – Lee Jong-wook, 61, ex-diretor da Organização Mundial da Saúde
- 22 de outubro – Choi Kyu-hah, 87, político, ex-presidente do país